# ISILによる日本人拘束事件
ISILによる日本人拘束事件（アイシルによるにほんじんこうそくじけん）は、シリアのアレッポで2名の日本人がイスラーム過激派組織「ISIL」とみられる武装集団に拘束された事件。身代金およびISILに関係のある死刑囚の釈放を要求する犯行声明が出された後、2名とも殺害された。これまで欧米のジャーナリストや援助団体の職員などが人質になった事件でアメリカ人、イギリス人以外の人質がISILに殺害されたケースはなかった。

## 動画公開以前
- 2013年12月 - 元ミリタリーショップ経営者の湯川遥菜[2]が、千葉市の実家を訪れ家族に対し、「生きることに限界を覚えた」「人生のラストチャンス」などと話す。湯川はミリタリーショップの倒産や、妻の病死などを経験したあと、実家とは長年連絡を絶っていた[2][3]。
- 2014年
  - 1月 - 湯川が東京都江東区青海にピーエムシー株式会社（国際民間軍事業、国外警護、紛争地域等での援護）を設立し、最高経営責任者に就任[4]。日本船を護衛することが夢だったという[3]。
  - 2月 - 湯川がインド、レバノンに渡航[要出典]。
  - 4月 - 湯川が単身で初めてシリアに訪れ、北部の自由シリア軍拠点で拘束されていたところ、自由シリア軍に通訳を依頼されたフリージャーナリストの後藤健二の仲介で助けられ、後藤と知り合いになる[5]。湯川は穏やかで親しみやすい性格だったため、英語は流暢でなかったものの、反政府勢力の兵士たちに受け入れられ、武装勢力の案内でアレッポを訪れたのち[6]帰国したが、帰国後もメールやフェイスブックを通じて武装勢力のメンバーと交流を続けて、「次はいつ来るのか。」などと再度の訪問を誘われた。また湯川は後藤とも、帰国後も会食に行くなどして、交流が続いた[7]。
  - 6月 - 湯川が、後藤に同行を依頼し、助手と称して、後藤とともにイラクに入国[5]。
  - 7月27日 - 湯川が、帰国した後藤と別れ、後藤の反対を無視してシリア行きを決意し、イスタンブールから空路で単身ガズィアンテプに入る[4]。
  - 7月28日 - 湯川が、シリアを援助したいとしてガズィアンテプから陸路キリス経由でシリアに入国。その後所持金を奪われたと話してイスラム戦線に保護され、以降イスラム戦線や自由シリア軍の混成部隊に同行[4]。
  - 8月14日 - 湯川が「現場からリポートを書きたい。」として、反政府勢力とISILの戦闘に同行し、その際ISILにアレッポで拘束される[4]。
  - 8月16日 - 在シリア大使館（内戦で隣国ヨルダンに避難し業務中）にシリア北部アレッポで日本人が拘束されたとの一報が入り、ただちに日本政府に伝達された。在シリア日本大使館は、16日夕（日本時間同日夜）に現地対策本部を設置し、17日に日本人とみられる人物が拘束された可能性があることを明らかにした[8]（現地対策本部の本部長は馬越正之駐シリア臨時代理大使[9]）。
  - 8月17日までにISILのインターネット広報ツイッターアカウント[10]で、拘束された日本人とみられる男性の映像が公開された。地面の上に押さえつけられ、男らが「どこから来たのか」「仕事は」などと英語で尋問。男性は「日本人のハルナ・ユカワ」と名乗り、「自分は兵士ではない。カメラマンだ」[11]「医師だ」などと説明したが、「なぜ武器を持っているのか」と糾弾される。その後、同ツイッターアカウントで、カメラマンではなく民間軍事会社「PMC JAPAN」CEO、最高経営責任者であると同社のHPサイトURLと共に発表される[12]。また所持していた田母神俊雄と並んでの写真などが公開される。なお、「PMC JAPAN」の業務内容に、様々な軍事的活動と「治安不安定危険地域での情報収集活動」が、記載されている[13]。これら民間軍事会社を経営している旨の情報は、Twitterより発信された。8月末には拉致された日本人救出に中田考が動いたと報道がある。ただし、中田は公安警察にマークされているという情報も報道されている[14]。
  - 9月
    - ジャーナリストの常岡浩介がISIL司令官から、湯川について「見せしめの死刑にはしない。」「身代金は取らない。」と聞く[15]。
    - 後藤のシリア渡航計画を知った外務省が10月までの間に3回中止を求めた（電話2回、面接1回）[16]。

  - 10月8日 - 後藤が東京都内のスタジオからTBS「ひるおび!」に生出演[17]。
  - 10月22日 - 後藤が日本を出国[18]。
  - 10月24日 - 後藤がキリスのシリア反政府武装勢力が管理する国境検問所を通りシリアに入国し、シリア人ガイドと合流[19]。
  - 10月25日 - 後藤が、ガイドとともにアレッポ郊外のマレアに入り、ガイドの反対を押し切り、湯川を助けるため[20]別のガイドとともにISILの支配地域にあるラッカへ向い消息を絶つ。
  - 10月29日ごろ - 後藤の帰国予定日[18]。
  - 10月末 - 東京都に住む後藤の妻が、外務省に相談[21]。
  - 11月1日ごろ - 「シリアに同行したガイドに裏切られ、武装グループに拘束された」とトルコの知人に電話連絡があった[18]。
  - 11月上旬 - ISILの関係者を名乗る人物から数十億円の身代金を要求するメールが家族に届いた[18]。
  - 12月初旬 - 後藤の妻がメールに気づいて開封し、外務省に相談する[21]。以後、1月までに約10通のメールが後藤の妻に送信され、当初約10億円、のちに約20億円の身代金の要求がなされた[22]。事件発覚当初、外務省は後藤の妻とシリア人現地ガイドに口止めを行っていた[23]。この事実は翌年の1月20日まで公にされることはなかった[24]。
  - 12月中下旬 - この頃までイスラム戦線が、湯川の解放交渉をISILに対し、2,3回行ったが、ISILが国家との交渉に拘ったため頓挫[25][26]。後を継ぐ形で中東の国家が交渉を行っていたが、その後交渉打ち切りとなった[27]。
  - 1月17日 - 安倍首相がカイロでの経済会合にて「イラク、シリアの難民・避難民支援、トルコ、レバノンへの支援をするのは、ISILがもたらす脅威を少しでも食い止めるためです。地道な人材開発、インフラ整備を含め、ISILと闘う周辺各国に、総額で2億ドル程度、支援をお約束します[28]。」と発言。

## 動画概要
2015年1月20日になり、覆面を被り通称ジハーディ・ジョンと呼ばれるISILのメンバーが72時間以内に身代金の支払いがないと湯川と後藤を殺害すると述べている動画が公開された。
ISILは過去1年間で41億円から53億円を身代金で稼いでいるといわれているが、今回は日本政府に対し2億ドル（約230億円）を要求している。
安倍晋三首相がカイロでISIL対策として約2億ドルの支援を表明し、演説の中で過激主義を封じ込めるために「中庸が最善」と訴えたことにISILは反発し、演説への報復として日本人2人の殺害を警告したビデオ声明を出した。
この声明で述べられたISILの見解では、日本は2億ドルを拠出するなどして十字軍に志願したのであり、その2億ドルは彼らを殺戮するために用いられるものと見なされている。
これに対し安倍首相は、平和国家である日本による難民支援であることを強調している。
身代金を要求する動画は屋外で撮影された様に見えるが、影の向きに不自然な点があるため、人物の映像がそれぞれ背景の映像に後付けで合成された可能性が指摘されているが、科学警察研究所の分析では、合成された痕跡は無いとしている。
動画に映っている日本人2名は、ISILが処刑したアメリカ人とイギリス人の人質と同じようにオレンジ色の服を着せられていた（ISIL#人権侵害と事件を参照のこと）。イラク戦争後、イラクの旧アブグレイブ刑務所では拘束されたイラク人捕虜がオレンジ色の服を着せられたことに因る。
全文を次に示す。和訳も併記する。

## 動画公開から音声公開まで
2015年1月22日、アメリカ国務省のジェン・サキ報道官は「（身代金の支払いは）誘拐の危険やテロ組織の維持を助長するだけです」「国民を危険にさらすことになるため、身代金の支払いはすべきではない」との考えを強調した。
1月23日午前9時半過ぎから後藤の母親が記者会見を行い、ISILに対して「健二はイスラム国の敵ではありません。釈放という良い結果が出たら、未来のため、子供たちのためにも尽くしていけると思います」と訴え、後藤の母親は、この記者会見の映像が、各メディアの報道内容を注意深くチェックしているISIL関係者によっても見られることを知っており、記者会見の画面を通して、涙を流しつつ、ISILメンバーに対して、息子を殺さないように懇願した。
1月23日、日本最大級のモスクである東京ジャーミイを始め、各地のモスクで金曜礼拝に集まった日本国内のムスリムは、人質解放のために祈りを捧げた。
日本ムスリム協会は、公式サイトで声明を出し、人質の早期解放を求めるとともに「無実の人を殺害することは、イスラムでは厳しく禁じており、許される行為ではありません」とISILの行いを非難している。
また、イスラミックセンタージャパンはコーランの教えに反するとしてISILに抗議している。
日本政府が期限に当たると見ていた日本時間23日の午後2時50分ごろを過ぎたが、ISILから連絡はないとしたうえで、引き続き2人の解放に全力を尽くすとした。一方、自民党副総裁の高村正彦は日本政府が人道支援をやめることはあり得ないが、身代金は払えないと述べている。
また、日本政府とISILの間で仲介者を通じて接触があり、日本政府側が期限の延長を要求したとする報道もある。

## 音声概要
1月24日午後11時、後藤の写真が映った静止動画がインターネットに流れ、湯川を殺害したというメッセージも表示された。
真偽は不明であるが、アメリカ合衆国国家情報長官室のブライアン・ヘイル報道官は「画像の信憑性を疑う理由はない。」とした。
メッセージは後藤が話している形式の文であり、音響研究所の鈴木松美によれば該当動画の声紋は「99.9%本人の音声である」としている。
ただし、これには異論もあり、鈴木法科学鑑定研究所の鈴木隆雄は「声紋は似通っているものの一部の発音が異なっている為別人の可能性もある」としている。
いずれにせよ、該当音声は文章の朗読であり、後藤の本心を話しているものではないとされる。
メッセージの内容には、2005年にヨルダンの首都アンマンで発生した爆弾テロ事件（2005年アンマン自爆テロ）の実行犯として収監中の死刑囚サジダ・リシャウィの釈放を要求するものが含まれていた。
全文を次に示す。和訳も併記する。

## 音声公開以後
ISILは、「湯川遥菜を殺したのは安倍晋三である」という旨を述べた。
イギリス首相のデーヴィッド・キャメロンは、「このテロリストたちの凶悪な残忍さを改めて喚起するものだ」と強く非難し「安倍晋三首相と日本政府の断固たる姿勢を支持する」と表明した。
米国大統領のバラク・オバマも、ISILの対応を「強く非難」するとし、日本政府について「遠く離れた（中東）地域での平和と発展に関与してきた」とその貢献を称賛した。
国防長官のチャック・ヘーゲルは「ISILの残酷さは、日本が最近数か月、イラクやシリアの人々に提供した寛大な人道支援と比べ、著しく対照的である」と述べた。
2015年1月25日、国際連合安全保障理事会は「凶悪かつ卑劣な行為を強く非難し、後藤健二さんの即時解放を求める」と湯川の殺害を非難する声明を出し、「ISILを打倒しなければならない」と強調した。
また、ドイツ首相のアンゲラ・メルケルやフランス大統領のフランソワ・オランドも「我々はともにテロとの戦いを続ける」「野蛮な行為だ」などと非難した。
なお、フランス、ドイツは有志国連合のメンバーであり、カナダ、デンマークなど10カ国で構成されている。
現地時間1月25日午後、ISILは宣伝媒体であるラジオ部門を通じて湯川を殺害したことを伝えた。
1月27日、ISIL側は後藤とリシャウィの「1対1の交換」を要求し、ヨルダン政府が要求に応じなければ、ヨルダンが解放を求めているヨルダン空軍F16戦闘機パイロットのムアズ・カサースベ中尉を後藤より先に殺害すると警告する声明を出した。
ヨルダン側はこの要求について、受け入れは極めて困難としている。
カサースベの兄は毎日新聞のインタビューに応じ「一つだけ言えるのは、全世界は日本人の人質に対して同情しているということだ。ただ家族の一員として言うと、最優先は私の弟の命だ」と胸中を語った。
2月1日早朝、後藤の殺害が報道された。
ISILは「このナイフは後藤だけでなく、どこであろうと日本人を殺し続けるだろう。日本にとっての悪夢の始まりだ」という旨も述べた。
また、ヨルダン側が交渉の前提として要求していたカサースベの安否は確認されないままとなった。
国際連合のデュジャリック報道官は、「後藤さんの殺害が事実であれば、国連はこれを最も強いことばで非難する」と語り、フランス大統領のフランソワ・オランドや米国大統領のバラク・オバマなど各国首脳も日本との連帯を強調した。
2月3日、ISILはカサースベを焼殺という形で処刑する動画を公開した。
1月3日の段階ですでに処刑されていたとみられており、ヨルダンの政府報道官は、「同案件に対するヨルダンの反応は驚天動地なものとなる」と述べ、報復として2月4日にリシャウィの死刑を執行した。
ドイツ首相のアンゲラ・メルケルは、「人間にあれほど残酷なことが可能とは考えられない」と述べ、テロとの戦いで「ヨルダンの側に付く」と決意を示した。
3月10日、後藤を殺害したとする場面を、直接目撃したという人物のインタビュー映像が報じられた。

## 日本政府の動き
2014年8月16日夕方、湯川がシリアで拘束されたのを受け、在ヨルダン日本国大使館内で執務する馬越正之駐シリア臨時代理大使を本部長とする現地対策本部が設置された。
2015年1月20日にISILにより動画が公開されて以降、日本政府は、事件の概要の公表及び、多方面へ協力を要請している。安倍首相は1月20日午後、訪問先のイスラエルでISILの批判を行ったが、その際に首相がイスラエルの国旗の前に立ち演説する形で放送が行われた点について、松富重夫駐イスラエル大使のミスであるとの指摘がなされ、同大使は翌年異動となった。また安倍首相は、パレスチナ自治政府のマフムード・アッバース大統領とラマッラーの大統領府で会談し協力を要請した後、当初予定を変更して戻ったエルサレムで、エジプトのアブドルファッターフ・アッ＝シーシー大統領、トルコのレジェップ・タイイップ・エルドアン大統領、ヨルダン国王アブドゥッラー2世と相次いで電話会談して協力を要請するとともに、内閣総理大臣官邸地下にある危機管理センターに官邸対策室を、ヨルダンの首都アンマンにある在ヨルダン日本国大使館に現地対策本部を、外務省本省に緊急対策本部を、警視庁に公安対策本部をそれぞれ設置し、またテロの発生を警戒して政府機関、空港などの警備強化を行った。その後帰国の予定を1時間15分早め、20日夜にベン・グリオン国際空港から日本国政府専用機で東京国際空港に向かったが、それに先立ち、夕方に内閣総理大臣臨時代理を務める麻生太郎副総理が中心となり、菅義偉内閣官房長官などが出席する関係閣僚会議が開催された。同日、中谷元防衛大臣がロンドンの夕食会でイギリスのマイケル・ファロン国防大臣に対し支援を求めた。ヨーロッパ歴訪中の岸田文雄外務大臣は訪問先のロンドンでアメリカのジョン・ケリー米国務長官、フランスのローラン・ファビウス外務・国際開発大臣と電話会談して協力を要請した。その後ベルギーで、ドイツのフランク＝ヴァルター・シュタインマイアー外相にも電話会談で協力を要請した。安倍総理大臣に同行してイスラエルを訪れていた中山泰秀外務副大臣が現地対策本部長に就任し、20日夕方に着任した。
1月21日に安倍首相が帰国し、関係閣僚会議を開催。拘束されている邦人が後藤と湯川であることを確認。現地対策本部本部長の中山外務副大臣がヨルダン国王のアブドゥッラー2世と会談し、協力を要請したのち、中山外務副大臣から安倍首相に、電話で会談内容の報告がなされた。ヨルダンに警察庁警備局国際テロリズム対策課国際テロリズム緊急展開班（TRT-2）が追加派遣された。岸田外務大臣が、イタリアのパオロ・ジェンティローニ外相と電話会談し協力を要請した後、ロンドンでフィリップ・ハモンド外務・英連邦大臣と、ブリュッセルの北大西洋条約機構本部でイェンス・ストルテンベルグ事務総長と、それぞれ会談し支援を要請した。
1月22日、安倍首相はオーストラリアのトニー・アボット首相、イギリスのキャメロン首相と電話会談し、双方から出来る限りの支援を取り付けた。中谷防衛大臣もヘーゲルアメリカ合衆国国防長官と電話会談し、協力要請を行ったほか、日米防衛協力のための指針見直しや普天間基地移設問題での協力を確認した。また同日、岡村善文国連次席大使がニューヨークで開催された国連総会の非公式会合で演説し、国際社会の協力を求めた。
1月23日、閣僚懇談会ののち、事件発生後初の国家安全保障会議が開催された。中谷防衛大臣が、ヘーゲル国防長官と電話会談及び、防衛省でのキャロライン・ケネディ駐日アメリカ合衆国大使との会談を行った。ISILの設定した期限を迎えるにあたり、中山外務副大臣がヨルダンでの宿泊先ホテル前で行った記者会見で、「職員は2人の思いをくんで、夜通し努力を続けている。」「無事な解放を祈りながら精いっぱい最後までやっていきたい。」とし、解放に向けて部族長やイマームと連絡をとるなどしていることを明らかにした。日本政府による対応は、(1)シリア周辺国であるトルコ、ヨルダンなどとの協力、(2)米英による情報提供及び(3)地元有力者による仲介の三面からなるものであるとされる。
1月24日午後5時35分、安倍首相がヨルダン国王のアブドゥッラー2世と、事件発生後2度目の電話会談を行い、これに岸田外相及び菅官房長官も参加して、協議を行った。中山外務副大臣が、報道陣の前には現れないまま、頻繁に車で大使館を出入りしたため、何らかの情勢の変化があったのではないかとの観測が流れた。
1月25日未明、人質1名が殺害された蓋然性が高まったことを受け、0時11分から菅内閣官房長官が緊急記者会見を開き「湯川遥菜氏と見られる邦人1名が殺害された写真を持つ後藤健二氏の写真が、インターネット上で配信されました。」と事態を説明した上で、「言語道断の許し難い暴挙であり、強く非難する。」と述べた。午前1時15分から関係閣僚会議が開催され、午前2時5分に安倍首相から「このようなテロ行為は言語道断の許しがたい暴挙であり、強い憤りを覚えます。断固として非難します。」との声明が出された。また24日には報道陣の前に姿を見せなかった中山外務副大臣が、外出先から在ヨルダン日本大使館の現地対策本部に戻って対応にあたり、午前9時ころに再び車で外出先に向かった。同日9時、NHK「日曜討論」に出演した安倍首相は、「（画像の）信憑性は高いと言わざるを得ない。」とし、湯川が殺害されたとの見方を示した上で、ISILがヨルダンで拘置されている死刑囚の釈放を人質解放の条件としていることに関し、「ヨルダンと緊密に連携して対応する」との考えを明らかにした。
1月25日、警視庁公安部及び千葉県警察が、人質による強要行為等の処罰に関する法律違反（加重人質強要）の容疑で、現地の部族長らから情報を集めるなどの捜査を開始した。また警察庁が科学警察研究所で静止動画の分析を開始するとともに、各都道府県警察本部に対し、モスクや大使館、イスラム教徒が経営する店舗への嫌がらせ等を警戒するように指示を出した。午後3時20分、安倍首相が、訪印中のオバマ大統領と電話会談を行い、感謝の意を伝えるとともに、今後の協力を確認した。また菅官房長官と岸田外相が、ケネディ駐日アメリカ合衆国大使と電話会談した。
2013年1月に発生したアルジェリア人質事件などを想定して2014年7月に閣議決定した邦人救出を目的とした自衛隊法改正案について、1月29日の衆議院予算委員会で安倍首相は法案の成立に意欲を示した。ただし、ISILのケースは「その領域において権力が維持されている範囲」とはいえないため、対象外となる。ISILが活動するイラクやシリアなどの領域国が同意すれば、自衛隊の救出活動は「警察的な活動」として認められる可能性がある。なお朝日新聞によれば、政府の想定問答集の中で国家に準ずる組織かどうかについて「政府として判断していない」とされ、あいまいな扱いだと報道されているが、自民党は1月26日に「（イスラム国という呼び方は）あたかも日本が独立国家として承認している印象も与えかねない」として「ISIL（アイシル）」あるいは、「“いわゆる”イスラム国」との表現を使うことをすでに決めている。また、想定問答集では「『国家に準ずる組織』は存在しないとの考え方を基本とし」と明記されている。
2月1日、菅内閣官房長官は後藤殺害後の会見で、ISIL側と身代金の交渉は「全くしなかった」ことを明らかにした。安倍首相は「非道・卑劣極まりないテロ行為に強い怒りを覚える」「日本がテロに屈することは決してない。食糧支援、医療支援といった人道支援をさらに拡充していく。」などと述べた上で世界の指導者の協力への感謝を表明し、「ヨルダンのアブドラ国王には惜しみない支援をいただいた」と言及した。2月4日、菅はイスラム国がヨルダン軍パイロットを焼殺したことについて「一般の常識では考えられない許し難いテロ集団」と非難した。

## 政権与党の動き
安倍首相は1月25日のNHKの番組にて、「この（事件の）ように海外で邦人が危害に遭ったとき、自衛隊が救出できるための法整備をしっかりする」と発言。後に「今度の（安全保障）法制には邦人救出なども入っているが、（人質）事案と直接かかわることではない」と訂正した。
岸田外相は2月17日午前の記者会見で、中東・アフリカのテロ対策支援のため約1550万ドル（約18億3000万円）を拠出すると発表した。政府は1月に約750万ドルの支援を打ち出していたが、ISILによる日本人人質事件を受けて約800万ドルを追加した。

## 野党議員からの首相に対する批判
2015年2月20日衆議院予算委員会で、この件で立憲民主党の辻元清美議員と安倍首相、菅官房長官との質疑が行われた。英、米は人質を殺害されたが仏、伊、デンマーク、スペインは映像が出る前から水面下の交渉を行い取り返していることから、辻元は映像が出る前の政府行動について検証を行うべきことを主張、総選挙が当時あったという答弁が前日に行われていた為、選挙後の首相日程を調べたとする。その結果、安倍は20日にフィットネスクラブに行き、21日にはゴルフ、そして公務や特別国会があって、28日にはサザンオールスターズのコンサート、その後、ずっと六本木のホテルにほぼ泊まり続け、フィットネスに行くなどして、1月からは元旦は映画、2日にはフィットネスと映画、3日と4日には茅ケ崎でゴルフ、5日は公務で、6日はダイアナ・ロスのコンサート、その後公務が続いたが、10日と11日には箱根の別荘でゴルフ、12日も別荘に泊まり、その数日後に中東での外交交渉に出発していた。日本がISILの攻撃対象になっていたことと官邸から出れば警備のために警備関係者や宿泊近隣の人々に負担がかかることから、自身の安全のためにももっと官邸に居るようにすべきではなかったかとの指摘と、年末年始にはホテルからこのような機密性を要することを電話やスマホで対応に当たっていたのかとの質問が、辻元から行われた。安倍首相からは、自身は総理として国政全般を見ている、これまでの経験から総理は心身の健康を保つことも重要な仕事だ、当時の段階ではＩＳＩＬとはっきりしているわけではなかった、平常の行動を心がけるということも職責の一つだと主張、菅は政府が11月以降に内閣危機管理監を中心とする体制を官邸にとっていた（だからそれで良い）とした。この答弁の過程において、危険性を指摘する辻元の言に対し、安倍は「（日本を）一生懸命貶めようとしている、その努力は認めますよ」と嘲り、「こんな脅かしに遭っても日本は安全な国だ」と主張していた。

## 日本以外の動き
2014年、湯川が拘束される直前まで行動を共にしていたシリアの反政府勢力「イスラム戦線」が、対立関係にあるISILに対し、湯川の解放にあたり、捕虜の交換を持ちかけていた。
1月25日、シリアの反政府勢力が、湯川殺害後もISILとの間で後藤解放交渉を継続していること及び、日本へ情報提供を行ってきたこと、また湯川の遺体回収に向けた交渉を行う用意があることを明らかにした。
1月26日、ヨルダン国王のアブドゥッラー2世は空軍のパイロットが人質になっていることに触れ「自国民の救出が最優先」だと述べたが、パイロットはすでに殺害されていたことが判明した。

## 容疑者の殺害または拘束
実行者はISIL内の「処刑部隊」のメンバーによるものであった。彼らはイギリス人またはロンドン出身者の4人組であることから「ビートルズ」と呼ばれていた。彼らはシリア国内で日本人を含む多数の外国人を拘束、殺害した容疑がかけられた。
2015年11月12日、アメリカ軍が無人機でISILの車両を攻撃。この際に実行犯の一人とみられるジハーディ・ジョン（モハメド・エムワジ）が死亡した。
2018年1月中旬頃、アメリカが支援する民兵組織、シリア民主軍がアレクサンダ・コティ、エル・シャフィー・エルシークを拘束、2人の身柄はアメリカに送られた。
2022年4月および8月に、アメリカの裁判所はアレクサンダ・コテイ、エル・シャフィー・エルシークの両名に、それぞれ終身刑が言い渡されている。2022年8月10日、イギリスの警察当局はエイネ・デービスをロンドンの空港で逮捕した。

## 関係者以外のコメント
- 日本ユニセフ協会大使のアグネス・チャンは、後藤は自分の友人であるとし「気持ちが整理できるまで、しばらくブログを休みます」と述べた[132]。日本ユニセフ協会広報室の中井裕真室長は「理不尽な状況におかれた人々を最優先に取材するジャーナリスト。無事に帰ってきてほしい」と語った[133]。
- 古谷経衡は、後藤は拘束前「何が起こっても、自分の責任」というメッセージを残しており、湯川にいたっては渡航の動機自体が不純とみられるものの、「（シリアに渡航した）動機が不純だから、国家は彼らを助ける必要がない」という自己責任論がまかり通るのなら、それはもう「鎖国という祖法を破って、海外に渡航する領民については、何をやっても幕府は捨て置く」という、江戸時代の日本の、中世の世界観と瓜二つだと批判した[134]。
- イスラム指導者のアンジェム・チャウダリー（英語版）は、問題を引き起こした発端について「どこへの支援か気をつけなかった。日本の政府の責任だと思います。そして、その政府に権力を与えた国民もです。しかし、もっと大きな責任があるのは、最初にめちゃくちゃにしたアメリカとその仲間です」と語った[135]。
- 後藤の友人であるフリージャーナリストの安田純平はNHKのニュースで、1月24日にアップロードされた静止動画の中で、後藤が安倍首相批判などの発言を行っていることに関し、ISIL側の意思で言わされているように感じた。」などと述べた。NHKの報道に関し、同志社大学教授の内藤正典は「余りに馬鹿なことを公共放送で言うな。後藤氏らしき人が「言わされているように感じる」当たり前だろうが。」などと批判した[136]。
- 安田純平は2015年にISILと対立していると見られている武装勢力にシリアで拘束され2018年に解放された後の2019年2月6日、自身のツイッターで、「先日日本国内で会った某元IS人質は、一緒に写した写真をネットに出さないように言っているので出さない。元人質たちが生存証明を取られていたことは既報だし自力で調べればよい。」と、元IS人質と日本国内で会ったことを発表し、詳細な情報ついては自力で調べるべきと一蹴した[137]。
- 1月22日、イスラム法学者の中田考とジャーナリストの常岡浩介が記者会見を行い、中田は「ISIL側とコンタクトを取れることは確認している。救出に向けて尽力したい」「日本政府から（仲介などの）要請は直接にはない」などと述べた。また常岡は、2014年10月に北大生がISILに参加しようとした事件で自身が公安部の家宅捜索を受けパソコンなどを押収されたため、湯川の救出が難しくなったと主張した[138]。これに関して、元駐レバノン大使の天木直人は「外務官僚のプライドだ。」などと政府の姿勢を厳しく批判した[139]。一方、湾岸危機で人質解放交渉にあたった元駐シリア大使の国枝昌樹は、交渉の一元化を維持しないと、交渉が成立しなくなり事態が悪化するおそれがあると指摘した[140]。
- 「生活の党と山本太郎となかまたち」党首の小沢一郎は「政府の対応と言っても、あたふたしているだけ」と政府の対応を批判した[141]。また、山本太郎は「2億ドルの支援を中止し、人質を救出してください」とのツイートをし、ISIL関係者がリツイートでこれを拡散した[142]。
- 「カトリック正義と平和協議会」の事務局長は「日本が武器輸出で、戦争に加担することになってしまえば、こういう人質事件が次々と起こる」として政府の安全保障政策の転換を批判し[143]、「平和をつくり出す宗教者ネット」員は「日本政府は『テロ組織と交渉しない』という米国に気を使い、正式な交渉をしていない」と安倍政権の事件への対応に懸念を示した[144]。
- 日本共産党の池内沙織衆院議員がISILが日本人の殺害映像をネットで配信した後にツイッターで「安倍政権の存続こそ言語道断」と批判の矛先を安倍政権に向けたことに対して、2015年1月26日同党の志位和夫委員長は池内に対し「政府が全力を挙げて取り組んでいる最中だ。今あのような形で発信することは不適切だ」と釘を刺した[145]。
- 報道ステーションの報道内容について批判がある[146]ことについて、元内閣参事官の高橋洋一は「世界の常識からみれば、報道ステーションの特集は全くずれていて、大きな違和感があった」「ISILがテロ集団というより、国家として機能しているという印象を視聴者に与えたのではないか」と批判した[147]。
- 日本共産党の小池晃は、参院予算委員会で「『非軍事の人道支援』という表現はない。」と首相の安倍を批判した[148]（安倍のカイロでの演説では支援の内容を「to help build their human capacities, infrastructure, and so on.」と記載[149]しており、「イラク、シリアの難民・避難民支援、トルコ、レバノンへの支援」と言及されている[150]）。また小池は、「イスラエルの首相と肩を並べ『テロと戦う』と述べた」[148]とも批判した。
- 事件後池上彰は後藤とはNHKの『週刊こどもニュース』での出演がきっかけで知り合っている。「何が『危険』で何が『そこそこ危険なのか』を判断出来るジャーナリストであった」と述べている。戦争や紛争で真っ先に被害者になるのは女性と子供、その様子を伝えたい思いがあった。誰かが現地に行って取材しなければ、その戦争は忘れられ戦いになり悲惨な状況が長引く事を語っている。悲報を知りショックで言葉が出ない上に、悲しい、怒り、無力感が募る事を述べていた[151]。

## トピックス
- Twitter上では日本人ユーザの間で動画のキャプチャー画像を素材にしたコラージュ（フォトモンタージュ）の祭りが発生し、ハッシュタグ「#ISISクソコラグランプリ[注釈 2][注釈 3]」に多くの作品が投稿された。この現象に関してアルジャジーラは「日本のユーザが変わったやり方で抗議をしている[152]」と、アメリカのNBCニュースは「コラージュ画像による風刺でテロに対抗している[153]」と報道した。このコラージュ画像ブームについては「間抜けな合成によって、ISIL自体を（力を持った恐ろしい存在ではなく）馬鹿げた存在であると表現することに成功し、ISILによるプロパガンダへ対抗できている」と肯定的に捉える意見もある[154]一方で、これらの画像がISIL側を刺激する可能性もあり、実際に人質の生命が脅かされている中でこのような事を行うのは不謹慎だという批判もある[152]。
  - この運動が広まりを見せる中、2015年1月24日に2ちゃんねるニュース速報VIP板において「ISISを萌え美少女化してイスラムの奴らに送りつけようずｗｗｗｗｗｗｗｗ」なるスレッドが立てられ、「ISISのGoogle画像検索結果を全て萌え擬人化キャラクターに置き換える」事を目的に、「ISISちゃん」なるキャラクターが生み出された。このような運動は2010年にも中国の反日運動で広く用いられる蔑称、日本鬼子(リーベングイズ)や小日本(シャオリーベン)に対抗する（同スローガンで気勢を上げる中国人を脱力させる効果を期待する）意味合いで誕生した「日本鬼子（ひのもとおにこ）」「小日本（こひのもと）」の前例があり、2015年8月現在残虐な戦闘員の画像が多く登場する検索結果を同キャラクターで埋め尽くす事で、結果として（一般民衆には恐怖を広め、賛同者を奮い立たせうる）ISISの宣伝活動の効果を削ぐ事が期待できるとして、欧米のネットユーザーの間にも運動が広まりを見せているという[155]。
- TwitterではISILの支持者と思われるアカウントが動画拡散のために、ハッシュタグに当時人気だった日本語キーワードを設定したが、当初は「ズワイガニ」「濁点のつかないロボをあげていくタグ」など事件とは関係の無いキーワードだったことも話題となった[156]。
- 共同通信社が行った世論調査では、安倍政権の対応を「評価する」は「ある程度評価する」を含めて60.6%、「評価しない」は「あまり評価しない」を含めて31.2%である[157]。また、FNNの世論調査では、政権批判層も含めて「ISIL」への対応を支持していることが分かった[158]。
- 首相官邸前では、「許すな！　憲法改悪・市民連絡会」の約200人が「後藤さんを見殺しにするな」「後藤さんの命を救え」と安倍政権の対応を批判した[159]。
- 2015年2月から、本テロ事件の政府対応について検証するための内閣官房副長官を委員長とする検証委員会が5回開催され、5月に検証報告書がまとめられた[160]。なお、この報告書では、政府はISILと直接接触せず、関係国と連携したルートでの対応となっており、“伝言ゲーム”で済ませたとの批判もある[161]。
- ISが事件後に公開したIS支配地域の住民のインタビュー動画では、「米国による広島、長崎の虐殺を忘れ、なぜ米国がイスラム教徒を殺害するのに手を貸すのか」「十字軍連合に参加するという過ちを犯した」と住民達が答えている。これは本人の意向ではなく、IS側に言わされた可能性がある[要出典]。

## 放送番組への影響
- 2015年1月24日にフジテレビで放送予定だったテレビアニメ『暗殺教室』第3話が放送中止となり、映画関連番組『「バンクーバーの朝日」序章〜映画の時代背景を名優・滝藤賢一が独演〜』の再放送に差し替えられた[162]。その後、『暗殺教室』第3話は1週延期して放送された。
- 同日にテレビ朝日で放送された音楽番組『ミュージックステーション』では、楽曲に以下の変更が発生した。
  - 凛として時雨が披露した『Who What Who What』は、歌詞内の「血だらけの自由」「諸刃のナイフ」がそれぞれ「幻の自由」「諸刃のフェイク」に変更された[163][164]。
  - KAT-TUNが本来披露するはずだった『Dead or Alive』は、タイトルを直訳すると「生きるか死ぬか」となることから、カップリング曲(通常盤)の『WHITE LOVERS』に変更された[163][164]。
- 2015年1月25日に日本テレビ系で放送された演芸番組『笑点』では、本来放送するはずだった三宅裕司・小倉久寛のコントに小道具として包丁が使われていたためコントが延期され、ビックスモールンの漫才に変更された[165]。延期となったこのコントは同年2月15日に放送された[166]。
- 2015年1月31日にTOKYO MXほか各局で放送予定だったテレビアニメ『探偵歌劇ミルキィホームズTD』第5話が、第1話の再放送に差し替えられた[167][168]。AT-Xでも放送休止となり、番組編成調整としてアニメソングPV番組に差し替えられている[169][170]。インターネット配信においてはニコニコ生放送・ニコニコチャンネル・バンダイチャンネルのみで実施しており[171][172][173][注釈 4]、BD/DVDへの収録を変更する予定はない[171]。なお、第5話のテレビ放送は同年2月21日（同年2月14日に放送された第7話の翌週）に改めて放送した[174]。また、AT-Xについても、2月24日を初回放送として中止していた第5話を第7話の次枠で放送する処置が取られた[175][176]。このため、2月21日に地上波で放送が予定されていた第8話以降は1週繰り下げとなり、最終回（第12話）は3月28日に放送された。また、地上波・BS日テレ・AT-Xとの番組編成の調整により、ニコニコチャンネルにおける第8話の配信は2月25日から3月4日と延期された[177]。
- 2015年1月に放送されたサッカーくじtoto BIGの「10億円BIG」CMで、被害者の後藤と同じ読みの「五島」という人物が登場することや「締切迫る」といった表現が用いられていることがこの事件を連想させるとして、放映が予定より早く打ち切られた[178]。
- 2015年2月1日、後藤健二が殺害されたことが報道され、以下の大小の変更が発生した。
  - テレビ朝日系列の『ワールドトリガー』（当日は一部地域）[179]、『トライブクルクル』（メ〜テレ制作、当日は一部地域）[180]、『烈車戦隊トッキュウジャー』[181]が報道特別番組に差し替えられ、それぞれ放送が1週延期となった。この結果、『手裏剣戦隊ニンニンジャー』の初回放送が2月15日から2月22日に延期された。当日は午前6時30分～8時の1時間半、一部地域では午前7時30分～8時の30分間の放送となっている。
  - TBSの『サンデーモーニング』内のコーナー「週刊御意見番」「風を読む」が休止となった[182]。
  - テレビ朝日の『報道ステーション SUNDAY』の放送開始時間が9時からに繰り上げられたことにより、『題名のない音楽会』『ペットの王国 ワンだランド』（後者は朝日放送<当時、現：朝日放送テレビ>制作）の放送が休止された[183]。
- 2015年2月18日深夜（2月19日未明）にフジテレビ系列で放送された『※AKB調べ』で、石田安奈（SKE48）と岸野里香（NMB48）が持っていた幟にボカシがかけられた。石田が「血の惨劇」、岸野が「殺戮」と書かれた幟を掲げていたための措置[184]。